# HD 9228
HD 9228 är en orange jätte i Bildhuggarens stjärnbild.
Stjärnan har visuell magnitud +5,93 och är svagt synlig för blotta ögat vid god seeing.